# Usina Hidrelétrica Mascarenhas de Moraes
A Usina Hidrelétrica de Peixoto (Mascarenhas de Moraes) está localizada no limite dos municípios mineiros Ibiraci e Delfinópolis. 

## Características

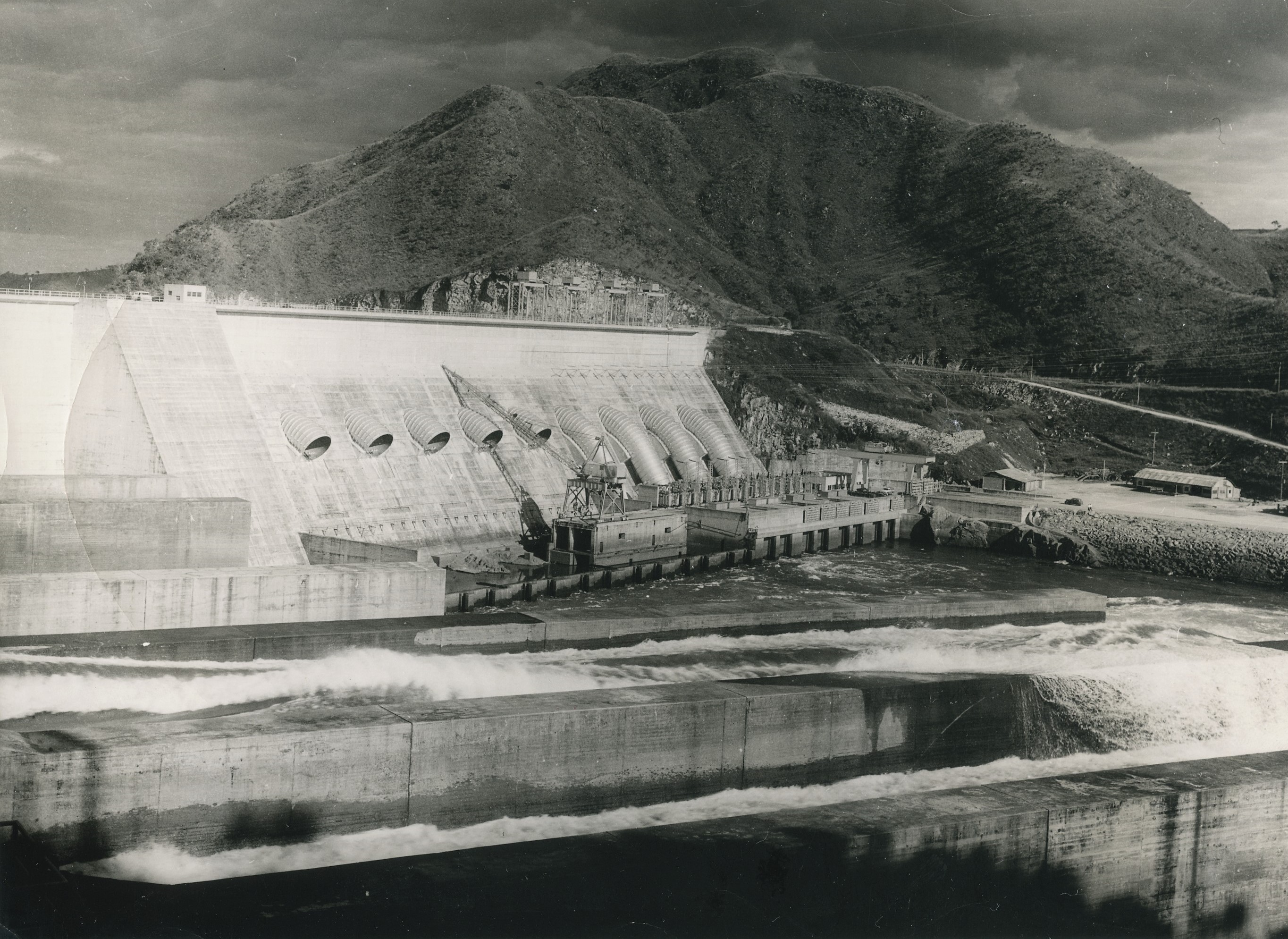
Usina hidroelétrica Marechal Mascarenhas de Moraes.

Com início de geração em 1957, possui capacidade instalada de 478 MW, a partir de um desnível de até 43 m. O reservatório capta água de uma área de 59.600 km² e alaga uma área de até 250 km², operando com um nível mínimo de 653,12 m acima do nível do mar e com um nível máximo de 666,12 m acima do nível do mar   